# Anita Linde
Anita Birgitta Linde, född 20 november 1943 i Ängelholms församling, Kristianstads län, död 11 augusti 2011 i Lunds domkyrkoförsamling, Skåne län, var en svensk bokhandlare och föreläsare. 
Linde var en välkänd profil inom Boksverige och Anita Linde-priset, som delas ut årligen sedan 2012, är instiftat till hennes minne.

## Biografi
Linde växte upp hos sin mormor i Ängelholm. Hennes mor, Anna, arbetade på Margretetorps gästgiveri. Efter realexamen blev Linde elev på Killbergs bokhandel i Ängelholm. Hon arbetade därefter under femtio år inom bokhandeln i Skåne, på Lindstedts bokhandel, Gleerups, Lilla Gleerups och Boklådan. Linde reste till USA där hon besökte och inspirerades av kvinnoboklådor och hon ville lyfta fram författare som strävade för ett mer jämlikt samhälle och som skildrade kvinnors utsatthet. Hon deltog även i kampen mot kärnkraft.
Hon spelade en socialarbetare i filmatiseringen av Maria Gripes Pappa Pellerins dotter och hon var även återkommande medverkande i tv-programmet Sköna söndag.
Linde satt i juryn för Augustpriset 2009, där hon var med i gruppen som utsåg bästa skönlitterära bok.

### Priser och utmärkelser
Linde fick Lunds kommuns kulturpris (1993), Gunnar Josephson-priset och det första Bokhandelsmedhjälparepriset.

## Anita Linde-priset
Även kallat Stora Anita Linde-priset. Priset delas årligen ut för att hedra andra bokhandlare som arbetar i Anita Lindes anda. Juryn består av Ola Jönsson, Lena Göranson, Ann Wallberg, Anna Tillgren och Magnus Ingvarsson. Priset utgörs av 20 000 kronor, en räkmacka på Grand Hotel och ett diplom.

### Pristagare
- 2012 – Anna Gillinger och Bo Greider, Söderbokhandeln, Stockholm[9]
- 2013 – Inês Lohr, Lohrs Pocket MedMera, Göteborg[9]
- 2014 – Didier Mourmant, Franska Bokhandeln, Lund[9][11]
- 2015 – Anders Källgren, Globe Bokhandel, Ludvika[9]
- 2016 – Tora Lindberg, Kiruna Bokhandel[9]
- 2017 – Johnny Karlsson, Holje Bok, Olofström[12]
- 2018 – Johanna von Horn och Ebba Billengren, Bokslukaren[13]
- 2019 – Anders Karlin, Söderköpings Bokhandel[14]
- 2020 – Kerstin Rydholm, Bokhandeln i Ystad[15]
- 2021 – Roland Salemark, Visby bokhandel